# Aer comprimat
Aerul comprimat este aerul din atmosferă menținut sub o presiune mai mare decât cea atmosferică. Aerul comprimat este considerat a patra sursă de energie utilizată în industrie, după electricitate, gaze naturale și apă. Economicitatea folosirii aerului comprimat în industrie depinde de rentabilitatea producerii și distribuției sale. 
În prezent, aerul comprimat este unul dintre sistemele de deservire cele mai raspândite si cu aplicatii dintre cele mai diverse.  

## Utilizări

Schema unui circuit pneumatic

Domeniile de utilizare ale aerului comprimat includ:
- Industrie: acționarea sistemelor pneumatice (scule și unelte pneumatice, mașini unelte, instalații de automatizare etc)
- Siderurgie: afinarea oțelului
- Industria minieră: acționarea unor mașini miniere
- Auto: instalații de frânare la autovehicule
- Petrochimie: rafinării de țiței și gaze naturale
- Industrie aerospațială
- Industrie navală
- Gaze industriale
- Industrie alimentară
- Industrie farmaceutică
- Arme cu aer comprimat, airsoft, paintball
- Aer respirabil pentru aparate de respirat în medii toxice și scufundare
- Tratarea apei
- Chimie
- Electronică

## Avantaje
Principalele avantaje ale utilizarii aerului comprimat în procesele de producție sunt: 
- este disponibil în cantități nelimitate
- nu condensează, este neinflamabil, nu este exploziv, nu este toxic, nepoluant
- este relativ ușor de produs și de transportat prin rețele
- poate fi stocat în cantități apreciabile
- pericolul de accidentare este redus
- întreținerea instalațiilor pneumatice este ușoară.

## Dezavantaje
- energia acumulată este de 5 … 8 ori mai scumpă decât energia electrică
- aerul nu poate fi complet purificat cu costuri rezonabile, fapt ce duce la uzura unor piese prin eroziune și abraziune precum și la coroziunea componentelor
- în anumite condiții de mediu și funcționare, există pericol de îngheț.